# Smaug
Smaug är en drake i boken Bilbo – En hobbits äventyr, som år 2770 T.Å. anföll dvärgkungariket Erebor och lade beslag på dess enorma rikedomar genom att bränna ihjäl alla invånare som inte lyckades fly.
Sen dess har Smaug vaktat guldet genom att för det mesta ligga ovanpå det, vilket har gett honom en ogenomtränglig rustning av juveler, som dock har en svaghet: en stor bar fläck i området kring drakens hjärta. Dvärgarna som drevs i exil av Smaug har emellertid inte glömt sitt förlorade kungarike, och år 2941 T.Å. ger sig Thorin II Ekensköld ut för att återerövra sitt berg och sina fäders stulna skatt från draken, tillsammans med tolv andra dvärgar och hobbiten Bilbo Bagger.
I Hobbit-filmerna från 2013-2014 görs hans röst av Benedict Cumberbatch.